# Чухлома
Чухлома́ — город (с 1381) в Костромской области России, административный центр Чухломского района.
Образует одноимённое муниципальное образование город Чухлома со статусом городского поселения как единственный населённый пункт в его составе.
Население — 4252 чел. (2021).
Город входил в Перечень исторических городов России 2002 года, в новом Списке 2010 года отсутствует. В ноябре 2019 года включен в перечень исторических поселений регионального значения, утвержденный Костромской областной Думой.

## Этимология
Впервые название Чухлома упоминается в летописи под 1381 годом. Город находится на озере Чухломское, которое в Солигаличской летописи XIV в. называется «Чудское», этот вариант названия позволяет видеть в основе ойконима Чухлома этноним из ряда чудь, чухна, чухарь, использовавшийся русскими для названия финноязычных народов. По мнению А. К. Матвеева, эта этимология (поддержанная, в частности, М. Фасмером), является народной, а топооснову «чухл(о)-» можно сопоставить с прауральским корнем *ćukkз ('холм, вершина'), что может быть связано с рельефом города и его окрестностей.

## География
Город расположен на берегу Чухломского озера, в 50 км от железнодорожного узла Галич.

## История

### Ранняя история
К X веку относится первое упоминание о поселении на Чухломском озере. Точное время и место основания неизвестны. В X веке город предположительно существовал, но не на южном, а на северном берегу Чухломского озера.
В летописи Солигаличского Воскресенского монастыря под 1335 годом упоминается, что галичский князь Фёдор Семёнович по дороге из Галича в Солигалич, проехав «великий лес», увидел «Чюдское» (Чухломское) озеро и поселение чуди около него.
В XIV веке на месте чудского городища был построен Аврамиево-Городецкий монастырь.
Годом основания Чухломы на южном берегу считается 1381 год (год первого упоминания Чухломы в литературных источниках — как города в составе Галич-Мерьского княжества).
В 1381 году в город был сослан московский митрополит Пимен, получивший по подложной грамоте посвящение константинопольского патриарха на Московскую митрополию.
Между 1434—1453 годами, в ходе борьбы за великокняжеский стол, князь Дмитрий Шемяка укрепляет Чухлому.
В XVI веке чухломские земли составили собственную административно-территориальную единицу — Чухломскую осаду, в центре которой был город Чухлома. По итогам междоусобиц Галичское княжество, и Чухлома в том числе, вошло в состав Московского государства.
В конце XV—начале XVI веков была основана Чухломская крепость,на территории которой сейчас находится городской парк. Крепость находилась на высоком холме у впадения в озеро речки Сандебы. С южной стороны её защищал обрыв речного берега, с запада – крутые склоны холма к озеру, а с севера и востока – насыпные валы и рвы, в линию которых входили два пруда. На валах были поставлены деревянные стены с четырехугольными башнями, из которых четыре закрепляли углы, а две, на северной и восточной сторонах, были проездными. Систему обороны дополняли ещё три башни, находившиеся внутри стен: высокая пирамидальная дозорная с несколькими ярусами обходных галерей-балконов и две более низких, с одним ярусом обходов. Мощные укрепления крепости позволили удержать её во время осады поляками в 1609 году.На территории крепости располагался соборный комплекс. Рядом с храмами стояли воеводский двор, приказная изба, подворье Авраамиева монастыря, осадные дома бояр Б.И. Морозова, Г.И. Майкова, Г.И. Горихвостова, И.Я. Колтовского.Чухломская крепость просуществовала до 1727 года, когда «великий пожар» в своём неистовом буйстве уничтожил все постройки. Во всепожирающем пламени погибли боевые башни и стены града Чухломы, в огненном фейерверке исчезли казённые и частные дома. Только пепел и тлеющие головёшки остались от городского кремля. На территории древней крепости сейчас находится городской парк.

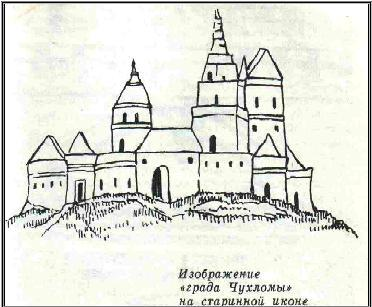
Изображение «града Чухломы» на старинной иконе (копия с фотографии Г. Я. Лебедева)

«КРУГОМ ГОРОДА РВЫ КОПАНЫ И ВАЛЫ НАСЫПАНЫ, А НА ВАЛАХ СТЕНЫ С БАШНЯМИ НАУГОЛЬНЫМИ». От древней Чухломы до нашего времени тоже почти ничего не сохранилось. Только осевшие под тяжестью веков некогда грозные валы, опоясавшие возвышенность на берегу бывшего Чудского озёра, напоминают о том, что небольшому уютному городку более шестисот лет. В тяжелые годы княжеских междоусобиц и стремительных татарских набегов сооружается крепость Чухломы. Коварный и властолюбивый князь Дмитрий Шемяка в годы борьбы за великокняжеский престол (1434— 1453) укрепляет Чухлому. Спешно тяглый люд Чухломы и мужики окрестных сел роют ров, ограждающий город с севера и востока, наиболее удобных мест для организации штурма крепости. Кряхтя и поплевывая на мозолистые ладони, выкидывают из котлована землю крестьяне; на носилках, в мешках и рогожах таскают песок и глину для насыпи. Двухсаженной высоты выросли земляные валы, плотно оградив небольшую площадку немногим более двух гектаров. Самая длинная сторона вала, обращенная к озеру, имела 213 м, а самая короткая, в 113 м, выходила на север, к посаду. Только в двух местах прорезали толщу земли для въезда в крепость. Ворота связывали город с посадом и торжищем. На плотно утрамбованной площадке земляного основания поставили из дерева крепкие стены, а углы закрепили рублеными башнями. Словно ощетинился зеленый холм на берегу озера, сквозь настороженно прищуренные прорези в стенах зорко следили защитники Чухломы за дорогами, сбегавшимися к городку.
Крепостные стены и башни Чухломы, завершавшие возвышенность, видимо, выглядели достаточно внушительно и были надежным оплотом для окрестного населения. Нам — людям атомного века — трудно понять психологию человека XV века, незнакомого даже с паровым двигателем, сопоставить масштабы наших стотысячных населенных пунктов с городами, где жило 200 — 500 душ, оценить эстетическое впечатление от вздыбившихся на земляной круче островерхих частоколов и ко- ренастых, выдвинувшихся навстречу врагу башен. Ввести коэффициент на историческую разницу восприятия очень трудно, но этому помогают старинные изображения, которые раскрывают мир, увиденный художником несколько столетий назад, — мир, преломленный через призму времени.
Безвестный изограф на одной из древних икон чухломского Авраамиева монастыря изобразил град Чухлому, который казался ему, по сравнению с убогими деревушками, величественным и красивым, с высокими зданиями и мощными укреплениями. Сквозь специфику мировосприятия и иконографические традиции проступают в наивном рисунке реальные черты, позволяющие дополнить образ древнерусского города Чухломы. Приземистые башни, одной высоты со стенами, заняли места по углам крепости; между башнями, под их охраной, расположились ворота. Внутри цитадели художник нарисовал три разных башнеобразных объема. Левый, очевидно, изображает храм, который находился в том же месте, где стоит сейчас переделанный до неузнаваемости Преображенский собор; средний ярусный объем, скорее всего, представляет дозорную вышку, столь необходимую при низких башнях, а правый, надо полагать, в образной форме запечатлел одну из повалуш — высоких, многоэтажных клетей, входивших в состав княжеских и боярских хором.
Достоверность отдельных деталей рисунка подтверждается переписными книгами XVII века и археологическими данными. Во время раскопок Л. Казаринова в 1922 году под слоем грунта было обнаружено основание юго-западной башни. Квадратная в плане башня была срублена из трех саженных бревен (около 6,5 м). Для большей устойчивости башни со стороны озера был вбит ряд свай. Три венца обгоревших бревен и остатки пола — все, что сохранилось от чухломской твердыни, простоявшей до XVIII века.
Беспокойно протекала жизнь чухломичей в XVI веке. Закончившаяся междоусобная война и включение Галичского княжества в состав Московского государства не принесли долгожданного покоя, более десяти раз в течение столетия, как ураган, проносилась татарская конница, сея по дороге смерть и горе. Не миновали чухломские земли и польско-литовские интервенты. В 1609 году сильный отряд Лисовского напал на Чухлому, но взять крепость не смог. Снова запылали окрестные деревни, заголосили бабы, покидая родные места, потянулись пыльной лентой стада, угоняемые захватчиками. Оскудел Заволжский край, опустели села, заросли бурьяном пашни, разбрелись по белу свету мужики, лишь прибавилось, крестов на погостах. В самой Чухломе, по данным дозорной книги 1615 года, значилось тридцать дворов с тридцатью душами мужского пола.
Только к середине века немного оправился от бедствий город. Заискрились золотом новосрубленные избы, количество дворов достигло семидесяти, оживился торг и увеличилась на озере флотилия рыбацких лодок.

### Смутное время
Чухлома сильно пострадала в Смутное время.
В 1609 году сильный отряд Лисовского напал на Чухлому, но взять крепость не смог, однако разорил окрестности. В самой Чухломе, по данным дозорной книги 1615 года, значилось тридцать дворов с тридцатью душами мужского пола.

### XVIII век
В 1719 году по территориальному делению Петра I, Чухлома стала административным центром Чухломского дистрикта и вошла в состав Галицкой провинции Архангелогородской губернии.
Крепость Чухломы просуществовала до 1727 года, когда «великий пожар» уничтожил все постройки.
В 1778 году по указу Екатерины II Чухлома стала уездным городом Чухломского уезда Костромского наместничества. С 1796 года — в составе Костромской губернии.

### XIX век
Удалённая от основных транзитных трактов, Чухлома не относилась к торговым городам. Её население существовало ремеслом и мелкой торговлей. Значительная часть жителей занималась рыбной ловлей и огородничеством. Отсутствие выгонной земли ограничивало возможности для содержания скота и сдерживало развитие маслоделания и сыроварения. Единственным предприятием, существовавшим в Чухломе, был пивоваренный завод откупщика Нелидова, зафиксированный в документах 1844 году.
В 1890 году начали засыпать рвы и разбили на территории остатков городской крепости (кремля) городской сад.

### XX век
В 1928 году в Костромской губернии проводится районирование. Территориальная единица, административным центром которой является Чухлома, отныне называется не уезд, а район.
В 1929 году Костромская губерния была преобразована в Костромской округ Иваново-Вознесенской (Ивановской) Промышленной области. В 1930 году округа были упразднены, район переходит в непосредственное подчинение области.
В 1936 году Ивановская Промышленная область поделена на Ивановскую и Ярославскую области. Чухлома оказывается в Ярославской.
В 1944 году была образована Костромская область, в состав которой вошли Чухлома и район.

## Население
| 1856  | 1897  | 1913  | 1926  | 1931  | 1939  | 1959  | 1970  | 1979  | 1989  | 1992  | 1996  |
| ----- | ----- | ----- | ----- | ----- | ----- | ----- | ----- | ----- | ----- | ----- | ----- |
| 2000  | ↗2200 | ↗2400 | ↘2200 | →2200 | ↗3600 | ↗4346 | ↗4587 | ↗4934 | ↗5597 | ↗5600 | →5600 |
| 1998  | 2000  | 2001  | 2002  | 2003  | 2005  | 2006  | 2007  | 2008  | 2009  | 2010  | 2011  |
| →5600 | →5600 | →5600 | ↘5464 | ↗5500 | →5500 | →5500 | →5500 | ↗5525 | ↘5506 | ↘5411 | ↘5400 |
| 2012  | 2013  | 2014  | 2015  | 2016  | 2017  | 2018  | 2019  | 2020  | 2021  |       |       |
| ↘5337 | ↘5258 | ↘5145 | ↘5102 | ↘5046 | ↗5054 | ↘5015 | ↘4998 | ↘4936 | ↘4252 |       |       |

На 1 января 2025 года по численности населения город находился на 1091-м месте из 1124 городов Российской Федерации.
Национальный состав
По итогам переписи населения 2020 года проживали следующие национальности (национальности менее 0,1 % и другое, см. в сноске к строке «Другие»):
| Национальность | Численность, чел. | Доля     |
| -------------- | ----------------- | -------- |
| Русские        | 4088              | 96,14 %  |
| Украинцы       | 18                | 0,42 %   |
| Чеченцы        | 13                | 0,31 %   |
| Ингуши         | 12                | 0,28 %   |
| Молдаване      | 10                | 0,24 %   |
| Чуваши         | 5                 | 0,12 %   |
| Узбеки         | 5                 | 0,12 %   |
| Белорусы       | 5                 | 0,12 %   |
| Другие         | 96                | 2,25 %   |
| Итого          | 4252              | 100,00 % |

## Экономика
Деревообработка, изготовление срубов домов.

## Достопримечательности
Сохранились Успенская церковь (1730, действующая) с шатровой колокольней; Преображенский собор (1746, переделан в пожарное депо). Также в центре Чухломы — остатки земляных валов древней крепости XV века. Ряд кварталов в центре города застроен каменными домами XIX века; большинство построек в Чухломе — деревянные, многие украшены резьбой.
Работает краеведческий музей (c 1919 года).
В 11 км к северу от Чухломы — Авраамиево-Городецкий монастырь (XVII—XIX вв.). Также в окрестностях города — фамильная усадьба Лермонтовых.
На городском кладбище находится могила поэта, драматурга П. А. Катенина, а также могила советского театрального режиссёра, уроженца Чухломского района, А. С. Байкова.
Природной достопримечательностью города является близлежащий водоём — Чухломское озеро.

### Улицы
- Улица Аэродромная
- Улица Берёзовая
- Улица Буевская
- Улица Быкова
- Улица Васильковая
- Улица Горького
- Улица Галичская
- Улица Дальняя
- Улица Дорожная
  - Дорожный переулок
- Улица Загородная
- Улица Заречная
- Улица Зелёная

- Улица Калинина — бывшая Обвальная улица. Важнейший элемент городской планировки — дуговая улица, соединявшая лучи веерной системы улиц и служившая границей регулярного города. При построении города по новому плану 1780 года Чухлома была окопана небольшим рвом, земля которого образовала вал. Вследствие этого улица получила название Обвальная, а в 1843 году — Овальная. При въезде в город со стороны Галича и Кологрива стояли заставы, за которыми располагались кузницы. Современное название улица получила после 1917 года.

- Улица Катенина
- Улица Кленовая
- Улица Лебедева
- Улица Ленина
- Улица Лесная
- Улица Липовая
- Улица Луговая
- Улица Мира
- Улица Молодёжная
- Улица Набережная
- Улица Нагорная
- Улица Некрасова
- Улица Новая
- Улица Новикова
- Улица Овчинникова
- Улица Октября
  - Переулок Октября
- Улица Первомайская
- Улица Писемского
- Улица Пионерская
- Улица Полевая
- Улица Пригородная
- Улица Рыбацкая
- Улица Сандеба
- Улица Садовая
- Улица Свердлова
- Улица Свободы
  - Переулок Свободы
- Улица Семёновская
- Улица Советская
- Улица Солнечная
- Улица Строительная
- Улица Травяная
- Улица Ольховая
- Улица Цветочная
- Улица Юбилейная
  - Юбилейный переулок
- Улица Южная
- Улица А. А. Яковлева

### Площади
Площадь Революции (с 1917 года), бывшая Торговая площадь. Своё название площадь получила от того, что здесь построили до пяти корпусов с магазинами. Здесь же на площади в базарные дни происходили продажи крестьянами своих продуктов. С 24 ноября по 1 декабря на площади проходила Екатерининская ярмарка. Здесь была сосредоточена общественная жизнь города. В 1932 году базар был перенесён с этой площади на Кладбищенскую улицу и был назван Колхозным рынком.

### Ярмарки
Одной из ярких страниц истории провинциальной Чухломы XIX — начала XX века удаленной от оживленных путей сообщения, от крупных торговых центров, стали ярмарки. В 1839 году предписанием Костромского губернаторского правления разрешена в Чухломе ежегодная ярмарка с 7 по 14 декабря, которой присвоено звание «Екатерининская». 7 декабря — день Святой Великомученицы Екатерины. Она была самой значительной из всех ярмарок уезда, наступления которой ждали за месяц и более. За неделю до открытия ярмарки на площади строились торговые балаганы для приезжих купцов.

### Чухломская крепость
Время возведения Чухломской крепости неизвестно. Приблизительно — это конец XV начало XVI веков. Крепость находилась на высоком холме у впадения в озеро речки Сандебы. С южной стороны крепость защищал обрыв речного берега, с запада — крутые склоны холма к озеру, а с севера и востока — насыпные валы и рвы, в линию которых входили два пруда. Высота валов с напольных сторон достигала 4 метров, а с остальных не более 1,5 м. Крепость имела форму неправильного четырёхугольника. На валах были поставлены деревянные стены с четырёхугольными башнями, из которых четыре закрепляли углы, а две, на северной и восточной сторонах, были проездными. Систему обороны дополняли ещё три башни, находившиеся внутри стен: высокая пирамидальная дозорная с несколькими ярусами обходных галерей-балконов и две более низких, с одним ярусом обходов. Мощные укрепления крепости позволили удержать её во время осады поляками в 1609 году.
На территории крепости располагался соборный комплекс. Рядом с храмами стояли воеводский двор, приказная изба, подворье Авраамиева монастыря, осадные дома бояр Б. И. Морозова, Г. И. Майкова, Г. И. Горихвостова, И. Я. Колтовского.
Чухломская крепость просуществовала до 1727 года, когда «великий пожар» в своём неистовом буйстве уничтожил все постройки. Во всепожирающем пламени погибли боевые башни и стены града Чухломы, в огненном фейерверке исчезли казённые и частные дома. Только пепел и тлеющие головёшки остались от городского кремля. На территории древней крепости сейчас находится городской парк.

### Преображенский собор
Преображенский собор построен в 1747 г. на средства П. М. Нелюбова и прихожан, сменив на этом месте деревянную Никольскую церковь. Позднее, уже во второй половине XVII века в нескольких метрах западнее была возведена колокольня. Вслед за этим между храмом и колокольней выстроили двухпредельную трапезную. В 1870-х годах по сторонам колокольни были возведены две симметричные палатки для ризницы и сторожки. Несмотря на плохую сохранность Преображенский собор является одним из самых ярких в Костромской области памятников своего времени.
Собор расположен в центральной части города к юго-западу от древних валов.
В 1723 году, в царствование Петра I, священник Лука Васильев и церковный староста Григорий Дмитриев написали прошение в синодальный приказ о том, что «церковь от древности очень ветхая и службы Божьи в ней вести невозможно». Началось строительство новой каменной церкви.
Через семь лет в июле 1730 года приделы каменной церкви были построены и к освящению готовы, но сама церковь была ещё не достроена. Освящение состоялось 31 июля. Именно эту дату принято считать началом истории единственной из сохранившихся церквей города Чухломы.

### Александровская богадельня
Александровская богадельня для призрения престарелых открыта 30 августа 1889 года. Уездное земство, желая увековечить память Александра II, решило отдать городу двухэтажный полукаменный дом, построенный в последней четверти XIX в. Здание, ставшее главным корпусом богадельни, переоборудовали и ассигновали 5 тысяч рублей на содержание призреваемых. Попечителем был назначен И. И. Июдин. В 1892 г. на средства петербургских купцов Д. Л. Парфенова и И. Н. Боева на втором этаже богадельни устроили домовую церковь. Двухъярусную деревянную звонницу поставили слева от дома по красной линии улицы. В годы Первой мировой войны в богадельне устроили лазарет, а после Октябрьской революции её передали под школу.

### Детский приют
Детский приют — пример характерного для своего времени крупного благотворительного комплекса, играющего значительную роль в формировании исторической градостроительной среды Чухломы. Построен на средства уроженцев деревни М. Светицы купцов братьев Парфеновых. Сначала, в 1903—1905 годах, был сооружен главный корпус, а вслед за ним южный корпус и две постройки, предназначенные для размещения персонала. Территория комплекса в начале XX века была благоустроена регулярными липовыми посадками. В первые годы становления советской власти в зданиях приюта разместилась городская больница.

## Общественный транспорт

### Автобусное сообщение
В Чухломе действует система пригородного общественного транспорта. Перевозчик МУП «Чухломаавтотранс» обслуживает маршруты автобусами малого и среднего класса.
Пригородные и междугородние маршруты:
- №240 Чухлома — Судай
- №241 Чухлома — Якша
- №242 Чухлома — Сенная
- №243 Чухлома — Серапиха
- №244 Чухлома — Фёдоровское
- №535/537 Чухлома — Панкратово
- №539/540 Чухлома — Георгий

Проходящие маршруты:
- №510 Кострома — Судай
- №511 Кострома — Солигалич
- №532 Галич — Солигалич
- №576 Кострома — Вига

## СМИ

### Телевидение
Костромской филиал ФГУП «РТРС» обеспечивает на территории города приём первого (60 ТВК) и второго (24 ТВК) мультиплексов цифрового эфирного телевидения России. Передатчик установлен на окраине города.

### Радио[42]
- 73,64 МГц Радио России / ГТРК Кострома
- 103,8 МГц Радио России / ГТРК Кострома

### Пресса
Общественно-политическая газета «Вперёд»

## Известные уроженцы
- Зиновьев Александр Александрович — русский философ, писатель, социолог, публицист.
- Писемский Алексей Феофилактович — русский писатель и драматург.
- Фигуровский, Николай Николаевич — советский кинорежиссёр и сценарист игровых фильмов, актёр, писатель, переводчик.
- Пуговкин, Михаил Иванович — советский и российский актёр театра и кино, народный артист СССР.
- Фигуровский, Юрий Николаевич — советский хозяйственный, государственный и политический деятель, конструктор военной радиолокационной техники. Герой Социалистического Труда. Лауреат Ленинской премии (1963), Государственной премии.